# Кохання та інші ліки
«Кохання та інші ліки» (англ. Love and Other Drugs) — американський художній фільм 2010 року, заснований на науково-популярній автобіографічній книзі «Hard Sell: The Evolution of a Viagra Salesman» Джеймі Рейді.
В американський та канадський прокат фільм вийшов 24 листопада 2010 року, отримавши змішані відгуки від критиків. В Україні вихід було призначено на 27 січня 2011 року.
Рейтинг фільму — R (підлітки до 17 років допускаються на фільм тільки у супроводі одного з батьків, або законного представника), через сцени явного сексуального характеру і нецензурні вирази.

## Сюжет
Джеймі Ренделл (Джейк Джилленгол) продає побутову техніку в магазині, але після невдалого сексу з колегою втрачає і цю роботу. Молодший брат-бізнесмен дає пораду стати комерційним агентом з продажу ліків.
Джеймі вирушає на курси компанії «Пфайзер» і пізніше починає обробляти лікарів для того, щоб вони призначали пацієнтам «Золофт», а не «Прозак». За хабар у розмірі 1000 $ він стає тінню лікаря Стена Найта і намагається вивчити медкухню зсередини. На одному з лікарських прийомів він знайомиться з Мегі (Енн Гетевей). Вона — рідкісна красуня з початковою стадією хвороби Паркінсона. До лікаря звернулася через депресію.
Мегі легко йде на секс з Джеймі, здається, що вона живе легко, одним днем. Насправді Мегі відчайдушно шукає кохання, справжнє кохання. Через невиліковну хворобу її особисте життя не складається. Здивоване запитання Джеймі, чому вона розлучилася з попереднім хлопцем, ранить її, і вона мовчить. Відповідь Джеймі отримав у клубі хворих на хворобу Паркінсона, куди Мегі одного разу запросила його зайти. «Я люблю свою дружину, але ти краще знайди здорову жінку. Я б не хотів пройти через це вдруге» — сказав йому один відвідувач клубу. Джеймі намагається лікувати Мегі, водить її по лікарях. Спершу вона підкоряється, але потім каже: «Досить». Ліків проти цієї хвороби немає, перспектива — погіршення. Вона пропонує Джеймі просто кохати її. Він не згоден. Мегі не бачить у Джеймі кохання, а тільки егоїзм, і вони розлучаються.
Джеймі отримує запрошення на роботу в Чикаго.
Запитуючи у свого боса Брюса Джексона, чому той не їде в Чикаго, Джеймі отримує відповідь, що гроші в житті — не головне. Брюсу подобається тихе спокійне життя в маленькому містечку, у маленькому будинку, таке життя, яке він веде.
Збираючи речі, Джеймі переглядає відеозапис своєї розмови з Мегі. Раптово він розуміє, що Мегі потрібна йому така, якою вона є. У нього потреба кохати її й піклуватися про неї. Джеймі знаходить Меггі вмовляє її дозволити йому піклуватися про неї та кохати її. Здається, Мегі зустріла того, на кого чекала все життя. Джеймі не їде в Чикаго, залишається з Мегі. Він знайшов сенс життя. Вони щасливі разом.

## У фільмі знімались
- Джейк Джилленголл — Джеймі Рендел
- Енн Гетевей — Мегі Мердок, волелюбна художниця з хворобою Паркінсона
- Джош Ґад — Джош Рендел, молодший брат Джеймі
- Генк Азарія — лікар Стен Найт
- Джуді Грір — Сінді
- Гебріел Махт — Трей Ханніган, конкурент Джеймі, колишній хлопець Мегі
- Олівер Платт — Брюс Джексон, бос Джеймі, що мріє переїхати до перспективнішого для торгівлі Чикаго
- Джордж Сігал — лікар Джеймс Рендел
- Джилл Клейберг — Ненсі Рендел
- Кетрін Винник — Ліза
- Джеймі Александер — Керол
- Ніккі Делоач — Крісті
- Максимиліан Осінскі — Нед